# مارسيل جونز (كرة سلة)
مارسيل جونز (بالإنجليزية: Marcel Jones)‏ مواليد 2 سبتمبر 1985 في لوس أنجلوس، هو لاعب كرة سلة أمريكي. بدأ مسيرته الاحترافية في سنة 2008. يلعب مع كانتربيري رامز في الدوري النيوزيلندي لكرة السلة. يحمل الرقم 3. يبلغ طوله 6 قدم 8 بوصة (2.0 م). لعب كرة السلة الجامعية في جامعة ولاية أوريغون.

## المسيرة الاحترافية
لعب مع آيوا إنرجي في سنة 2008، ثم لعب مع ماناواتو جيتز في سنة 2009، ثم لعب مع إسبون هونكا في سنة 2009، ثم لعب مع ميرسي تايغرز في سنة 2010، ثم لعب مع ويلينغتون ساينتس في سنة 2010، ثم لعب مع نادي الوحدة في موسم 2010–2011، ثم لعب مع ماناواتو جيتز في سنة 2012.

## روابط خارجية
- مارسيل جونز على موقع الدوري الأوروبي لكرة السلة (الإنجليزية)
- مارسيل جونز على موقع كرة السلة الأوروبية.كوم (الإنجليزية)
- مارسيل جونز على موقع كلية كرة السلة في سبورتس رفرنس.كوم (الإنجليزية)
- مارسيل جونز على موقع ريلجم (الإنجليزية)
- مارسيل جونز على موقع بروبوليرز (الإنجليزية)
- مارسيل جونز على موقع سبورتس رفرنس (الإنجليزية)
- مارسيل جونز على موقع سبورتس رفرنس (الإنجليزية)